# Cementerio de Hàng Dương
El Cementerio de Hàng Dương (en vietnamita: Nghĩa trang Hàng Dương) es un cementerio conmemorativo de Vietnam que posee los restos de combatientes de la independencia y los presos que murieron en la prisión de Con Dao. El cementerio está situado cerca de la prisión de Isla Côn Sơn (también conocida como Con Lon) la isla más grande de los dieciséis que conforman el archipiélago de Con Dao. Muchos vietnamitas, veteranos de guerra y ex prisioneros viajan a la isla para rendir homenaje a los caídos en los santuarios y tumbas. Muchas de las tumbas están sin marcar, pero algunas marcadas y numeradas notables incluyen las de Lê Hồng Phong Nguyen An Ninh y Vo Thi Sau.